# I’ll Be Missing You
«I’ll Be Missing You» (с англ. — «Я буду скучать по тебе») — второй сингл американского рэпера Puff Daddy из его дебютного студийного альбома No Way Out, выпущенный 23 мая 1997 года на лейбле Bad Boy Records.
Песня была записана в память о другом артисте лейбла Bad Boy Records, Кристофере «The Notorious B.I.G.» Уоллесе, который был убит 9 марта 1997 года. В записи песни приняли участие R&B-исполнители Faith Evans и 112. Песня была спродюсирована Sean «Puffy» Combs и Stevie J. «I’ll Be Missing You» содержит семпл из песни хита группы The Police 1983 года, «Every Breath You Take», с изменённым припевом в исполнении Фэйт Эванс. Трек также содержит вступительную речь поверх хоровой версии песни Сэмюэла Барбера «Adagio for Strings». Другая найденная в песне интерполяция — это христианский гимн «I’ll Fly Away» и «O Come Let Us Adore Him».
Сингл достиг 1 места в чартах Billboard Hot 100, Hot R&B/Hip-Hop Songs и Hot Rap Singles. А также занял 1 место в чарте UK Singles Chart в Великобритании. «I’ll Be Missing You» стал первой рэп-песней, когда-либо дебютировавшей под номером один в чарте Billboard Hot 100, и оставался на вершине чарта в течение 11 недель подряд.
Сингл был сертифицирован как «трижды платиновый» 23 июля 1997 года. Продажи по всему миру, вероятно, превысили восемь миллионов, включая поставки в три миллиона копий в США и более один миллион в Германии и Великобритании, песня стала одним из самых продаваемых синглов всех времён. В 1998 году «I’ll Be Missing You» выиграл премию «Грэмми» за лучшее рэп-исполнение дуэтом или группой на 40-й церемонии вручения премий «Грэмми».

## Содержание
Песня, рэп-баллада, уже была закончена до того, как было дано разрешение на использование семпла из песни группы The Police «Every Breath You Take». Стинг (вокалист из The Police) в конечном итоге принял участие в исполнении песни «I’ll Be Missing You» на церемонии награждений MTV Video Music Awards 1997 года. Стингу принадлежит 100% авторских отчислений. Помимо использования мелодии и аранжировки «Every Breath You Take», сингл также заимствует мелодию из известной американской духовной песни «I’ll Fly Away». Искренние куплеты Дидди были на самом деле написаны рэпером Sauce Money, наиболее известным своим участием в более ранних альбомах Jay-Z.
Есть несколько различных версий этой песни, одна из которых является расширенной версией (хор в начале), другая без хора и инструментальная версия. В расширенной версии слышно пение хора в начале из песни «Adagio for Strings» Сэмюэла Барбера.

## Приём критиков
Entertainment Weekly присвоил песне оценку «D» и назвал её «сентиментальной данью» The Notorious B.I.G., в которой бывший наставник покойного рэпера (Puff Daddy) и его жена (Faith Evans) объединяются, чтобы попрощаться с большим человеком в песне, которая «семплирует» песню The Police «Every Breath You Take». С такими словами, как «Я знаю, что ты на небесах, улыбаешься / Смотря, как мы молимся за тебя», «I’ll Be Missing You» лжёт тем, кто утверждает, что хип-хоперы выше эгоистичной сентиментальности».

## Музыкальное видео
Музыкальное видео было снято в Чикаго режиссёром Хайпом Уильямсом. Многочисленные сцены с Puff Daddy, Faith Evans и 112 были сняты в художественно освещенном туннеле для пассажирских переходов между залами в Международном аэропорте О’Хара в терминалах B и C.

## Появление в чартах
«I’ll Be Missing You» возглавил многие чарты по всему миру. Он достиг первого места в таких странах, как США, Великобритания, Австралия, Ирландия, Германия, Италия, Нидерланды , Новая Зеландия, Испания, Швеция, Швейцария, Австрия, Бельгия, Норвегия, Дания и Польша.
Эта песня — одна из немногих, дебютировавших под номером один в США в чарте Billboard Hot 100, и единственная рэп-песня мужчины, которая сделала это до песни Эминема «Not Afraid», дебютировавшей на первой строчке 13 лет спустя в 2010 году. Песня провела рекордные 11 недель под номером один в чарте Hot 100, что сделало её самой продолжительной песней номер один в истории хип-хопа, пока песня Эминема «Lose Yourself» не провела 12 недель под номером один в 2002 году.
Песня снова вошла в чарт UK Singles Chart под номером 32 8 июля 2007 года, через 10 лет после её выпуска и через 10 лет после того, как стала номером один.

## Список композиций

### Винил12
Сторона А
1. «I’ll Be Missing You» (Radio Mix) (Puff Daddy featuring Faith Evans and 112) — 5:08
2. «We’ll Always Love Big Poppa» (by The Lox) — 5:45

Сторона Б
1. «Cry On» (by 112) — 5:24
2. «I’ll Be Missing You» (Radio Mix) (Puff Daddy featuring Faith Evans and 112) (Instrumental) — 5:08
3. «We’ll Always Love Big Poppa» (by The Lox) (Instrumental) — 5:40

### CD-сингл
1. «I’ll Be Missing You» (Radio Mix) (Featuring Faith Evans and 112) — 4:15

### CD макси-сингл
1. «I’ll Be Missing You» (Radio Mix) (Puff Daddy featuring Faith Evans and 112) — 5:08
2. «We’ll Always Love Big Poppa» (by The Lox) — 5:45
3. «Cry On» (by 112) — 5:24
4. «I’ll Be Missing You» (Radio Mix) (Puff Daddy featuring Faith Evans and 112) (Instrumental) — 5:08
5. «We’ll Always Love Big Poppa» (by The Lox) (Instrumental) — 5:40

### Аудиокассета
Сторона А
1. «I’ll Be Missing You» (Radio Mix) (Puff Daddy featuring Faith Evans and 112) — 5:08
2. «We’ll Always Love Big Poppa» (by The Lox) — 5:45
3. «Cry On» (by 112) — 5:24

Сторона Б
1. «I’ll Be Missing You» (Radio Mix) (Puff Daddy featuring Faith Evans and 112) (Instrumental) — 5:08
2. «We’ll Always Love Big Poppa» (by The Lox) (Instrumental) — 5:40

## Чарты
| Чарт (1997)                           | Высшая позиция |
| ------------------------------------- | -------------- |
| Австралия (ARIA)                      | 1              |
| Австрия (Ö3 Austria Top 40)           | 1              |
| Бельгия/Фландрия (Ultratop 50)        | 1              |
| Бельгия/Валлония (Ultratop 50)        | 3              |
| Канада (RPM Top Singles)              | 4              |
| Канада (RPM Adult Contemporary)       | 27             |
| Канада (RPM Dance/Urban)              | 1              |
| Дания (Tracklisten)                   | 1              |
| Финляндия (Suomen virallinen lista)   | 3              |
| Франция (SNEP)                        | 2              |
| Германия (GfK)                        | 1              |
| Венгрия (Mahasz)                      | 5              |
| Исландия (Íslenski Listinn Topp 40)   | 1              |
| Ирландия (IRMA)                       | 1              |
| Италия (Hit Parade Italia)            | 1              |
| Нидерланды (Dutch Top 40)             | 1              |
| Нидерланды (Single Top 100)           | 1              |
| Новая Зеландия (Recorded Music NZ)    | 1              |
| Норвегия (VG-lista)                   | 1              |
| Румыния (Romanian Top 100)            | 1              |
| Шотландия (OCC Scotland)              | 1              |
| Испания (AFYVE)                       | 1              |
| Швеция (Sverigetopplistan)            | 1              |
| Швейцария (Schweizer Hitparade)       | 1              |
| Великобритания (OCC UK Singles)       | 1              |
| Великобритания (OCC UK Dance)         | 2              |
| Великобритания (OCC UK Hip Hop/R&B)   | 1              |
| США (Billboard Hot 100)               | 1              |
| США (Billboard Hot R&B/Hip-Hop Songs) | 1              |
| США (Billboard Pop Airplay)           | 11             |
| США (Billboard Rhythmic)              | 1              |

| Итоговый годовой чарт (1997)         | Позиция |
| ------------------------------------ | ------- |
| Australia (ARIA)                     | 4       |
| Austria (Ö3 Austria Top 40)          | 2       |
| Belgium (Ultratop 50 Flanders)       | 4       |
| Belgium (Ultratop 50 Wallonia)       | 13      |
| Canada Top Singles (RPM)             | 36      |
| Canada Dance/Urban (RPM)             | 7       |
| France (SNEP)                        | 8       |
| Germany (Official German Charts)     | 2       |
| Italy (Hit Parade Italia)            | 1       |
| Netherlands (Dutch Top 40)           | 1       |
| Netherlands (Single Top 100)         | 2       |
| New Zealand (Recorded Music NZ)      | 2       |
| Romania (Romanian Top 100)           | 1       |
| Sweden (Sverigetopplistan)           | 2       |
| Switzerland (Schweizer Hitparade)    | 2       |
| UK Singles (Official Charts Company) | 3       |
| US Billboard Hot 100                 | 3       |

| Чарт (1990-1999)            | Позиция |
| --------------------------- | ------- |
| Austria (Ö3 Austria Top 40) | 28      |
| США Billboard Hot 100       | 10      |

| Чарт (2009)                         | Высшая позиция |
| ----------------------------------- | -------------- |
| Великобритания (OCC UK Hip Hop/R&B) | 22             |

| Чарт (1958–2018)      | Позиция |
| --------------------- | ------- |
| США Billboard Hot 100 | 105     |

## Сертификации
| Регион | Сертификация  | Продажи    |
| --- | ------------- | ---------- |
| Австралия (ARIA) | 2× Платиновый | 140 000^   |
| Австрия (IFPI Austria) | 2× Платиновый | 100 000*   |
| Бельгия (BEA) | 4× Платиновый | 200 000*   |
| Канада (Music Canada) | Платиновый    | 100,000^   |
| Франция (SNEP) | Золотой       | 492,000    |
| Германия (BVMI) | 3× Платиновый | 1 500 000^ |
| Нидерланды (NVPI) | 2× Платиновый | 150 000^   |
| Норвегия (IFPI Norway) | Платиновый    | 10 000*    |
| Швеция (GLF) | 2× Платиновый | 60 000^    |
| Швейцария (IFPI Switzerland) | Платиновый    | 50 000^    |
| Великобритания (BPI) | 4× Платиновый | 2 400 000  |
| США (RIAA) | 3× Платиновый | 3,100,000  |
| * Данные о продажах приведены только на основе сертификации. · ^ Данные о тиражах приведены только на основе сертификации. · Данные о продажах + прослушиваниях приведены только на основе сертификации. |               |            |

## Награды и номинации
В 1997 году «I’ll Be Missing You» выиграл в номинации «Рэп-сингл года» на церемонии Billboard Music Awards, в то время как видео на песню выиграло в номинации «Лучшее R&B-видео» на церемонии MTV Video Music Awards. В том же году на церемонии MTV Europe Music Awards песня была номинирована в двух категориях «Лучшая песня» и «Выбор MTV». В 1998 году «I’ll Be Missing You» выиграл премию «Грэмми» за лучшее рэп-исполнение дуэтом или группой на 40-й церемонии вручения премий «Грэмми». В том же году на церемонии Soul Train Music Awards сингл был номинирован на «Лучший R&B/Soul сингл — группы или дуэта», а видео на него выиграло в номинации «Лучшее R&B/Soul или рэп-видео».
| Награда                 | Год  | Номинированная работа                          | Категория                                | Результат |
| ----------------------- | ---- | ---------------------------------------------- | ---------------------------------------- | --------- |
| Billboard Music Awards  | 1997 | «I’ll Be Missing You» (with Faith Evans & 112) | Рэп-сингл года                           | Победа    |
| MTV Video Music Awards  | 1997 | «I’ll Be Missing You» (with Faith Evans & 112) | Лучшее R&B-видео                         | Победа    |
| MTV Video Music Awards  | 1997 | «I’ll Be Missing You» (with Faith Evans & 112) | Выбор зрителя                            | Номинация |
| MTV Europe Music Awards | 1997 | «I’ll Be Missing You» (with Faith Evans & 112) | Лучшая песня                             | Номинация |
| MTV Europe Music Awards | 1997 | «I’ll Be Missing You» (with Faith Evans & 112) | Выбор MTV                                | Номинация |
| Grammy Awards           | 1998 | «I’ll Be Missing You» (with Faith Evans & 112) | Лучшее рэп-исполнение дуэтом или группой | Победа    |
| Soul Train Music Awards | 1998 | «I’ll Be Missing You» (with Faith Evans & 112) | Лучший R&B/Soul сингл - группы или дуэта | Номинация |
| Soul Train Music Awards | 1998 | «I’ll Be Missing You» (with Faith Evans & 112) | Лучшее R&B/Soul или рэп-видео            | Победа    |